# Ankh wedja seneb
Ankh wedja seneb (𓋹𓍑𓋴, ꜥnḫ wḏꜢ snb) là một thành ngữ trong tiếng Ai Cập. Thành ngữ này được ghi lại bằng ba chữ tượng hình Ai Cập và thường đứng sau tên của các Pharaon hoặc những thành viên trong vương thất. Dù được ghi lại nhưng sự thiếu minh bạch trong việc biểu thị cách đọc đã gây khó khăn trong việc phục dựng hình thái chính xác của từng từ. Sir Alan Gardiner từng đề xuất rằng từng chữ tượng hình  trên đại diện cho một động từ chỉ trạng thái, lần lượt là: "(tiếp tục) sống, hùng cường và (cơ thể) mạnh khỏe".

## Ba yếu tố
Do chữ tượng hình Ai Cập không có chức năng ghi lại cách phát âm của nguyên âm nên người ta không thể biết được cách phát âm chính xác của đa số các từ được viết bằng chữ tượng hình Ai Cập. Cách phát âm theo quy tắc Ai Cập học của các từ ꜥnḫ, wḏꜢ, snb lần lượt là ankh, wedja và seneb. Trong đó:
- Từ ankh mang ý nghĩa "cuộc sống", "trạng thái có sự sống" và "sự sinh sống".[1] Hơn nữa, trong ngữ cảnh hàm chứa các vị thần Ai Cập cổ đại hoặc pharaon thì từ ankh ám chỉ sự trường thọ và tái sinh.
- Từ wedja mang ý nghĩa "trạng thái nguyên vẹn" hoặc "trạng thái khỏe mạnh",[2] cùng hàm ý "thịnh vượng".[3]
- Từ seneb mang ý nghĩa "mạnh khỏe"[4]

## Phiến đá Rosette
Văn bản được khắc trên phiến đá Rosette có đoạn nói về việc nhà vua Ai Cập triều đại Ptolemaios hiệu là Ptolemaios V Epiphanes được thần linh ban thưởng như sau:
|  |

|  |

|  |

|  |

|  |

|  |

|  |

|  |

|  |

|  |

|  |

|  |

## Sách tham khảo
- Erman, Johann Peter Adolf; và đồng nghiệp, biên tập (1926–1953), Wörterbuch der ägyptischen Sprache im Auftrage der deutschen Akademien, Leipzig: J.C. Hinrichsschen Buchhandlungen, reprinted at Berlin by Akademie-Verlag GmbH in 1971. (tiếng Đức)
- Budge, E.A. Wallis (1929), The Rosetta Stone.